# 澳尾巷玫瑰圣母堂
澳尾巷玫瑰圣母堂 位于中国福州市台江区南门外八一七中路澳尾巷口。由西班牙多明我会建于1848年（清道光二十八年），奉玫瑰圣母为主保，是现存福州地区最早建立的天主教堂。
教堂外仿意大利教堂，砖木结构；内为中式木构架，面阔五间，进深四间，穿斗式木构架，双坡顶，总面积360平方米。教堂正门留存“奉旨”刻石、“1848”石刻和建堂纪事石碑一方。堂内悬挂清康熙帝钦赐建堂“万有真原”匾额及楹联题刻。
教堂中西合壁，外观采取地中海式建筑装饰，正面墙壁体镶嵌有墨绿色碎玻璃，在阳光照耀下闪闪发光。整个建筑宏伟挺拔，且矗立着两座大钟楼，每日早6时、午12时、晚6时各鸣钟一次，钟声嘹亮，十里之外亦能闻之。堂内祭台顶端是仿古殿宇建筑，堂面积507.8平方米，内能容纳1000名左右信徒过宗教生活。1883年－1911年间为天主教福建北境代牧区主教座堂。

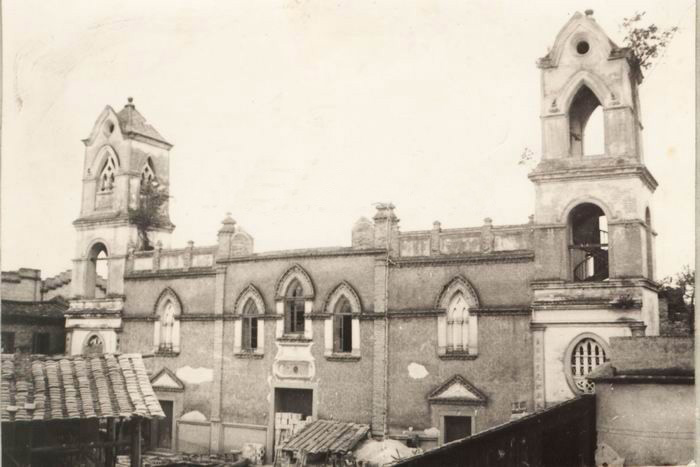
澳尾巷玫瑰圣母天主堂全貌

民国时期主教座堂迁往泛船浦，该堂改为多明我会会院，1932年，多明我会迁往中选路崇真堂，此后澳尾巷玫瑰圣母堂成为一个普通的堂会，传教范围为南门内外一带，南到洋头口，北到安泰桥。
1966年文革期间被关闭，被福州市电镀厂占用，受到破坏。市电镀厂搬迁时又转手给福州市儿童医院。1987年福州市人民政府决定把澳尾巷教堂产权归还爱国会，把澳尾巷天主堂作为重点文物加以保护。
该历史建筑于1992年被公布为福州市第三批市级文物保护单位。2002年被福州市儿童医院拆除后，建起活动板房作为食堂。